# Leon Volkmar
Leon Volkmar (* 1879; † 1959) war ein amerikanischer Studiokeramiker, der für seine von den Formen und Glasurfarben antiker Keramik inspirierten Arbeiten bekannt war. Mit finanzieller Unterstützung seiner ehemaligen Schülerin Jean Rice gründete er 1910 die Durant Kilns in Bedford Village, New York.
Leon Volkmar experimentierte mit Glasurchemie und Brenntemperaturen, um die leuchtenden Farben antiker chinesischer, persischer und ägyptischer Keramik nachzuahmen. Ein Beispiel dafür ist eine Vase mit tiefroter Sang-de-boeuf-Glasur aus dem Jahr 1923. 
Er unterhielt enge Beziehungen zur Cos Cob Künstlerkolonie in Greenwich, Connecticut, und war mit Elmer und Constant MacRae befreundet, die das Bush-Holley House betrieben. Leon Volkmar und seine Familie besuchten Greenwich häufig und ließen sich schließlich in der Nähe nieder. Die MacRaes besaßen einige seiner Keramiken, die oft den Mittelpunkt von Constants preisgekrönten Blumenarrangements bildeten. Zahlreiche Werke von Leon Volkmar sind heute im Bush-Holley House und in der Permanent Collection Gallery der Greenwich Historical Society ausgestellt.